# Bảo tàng Quang học Jena

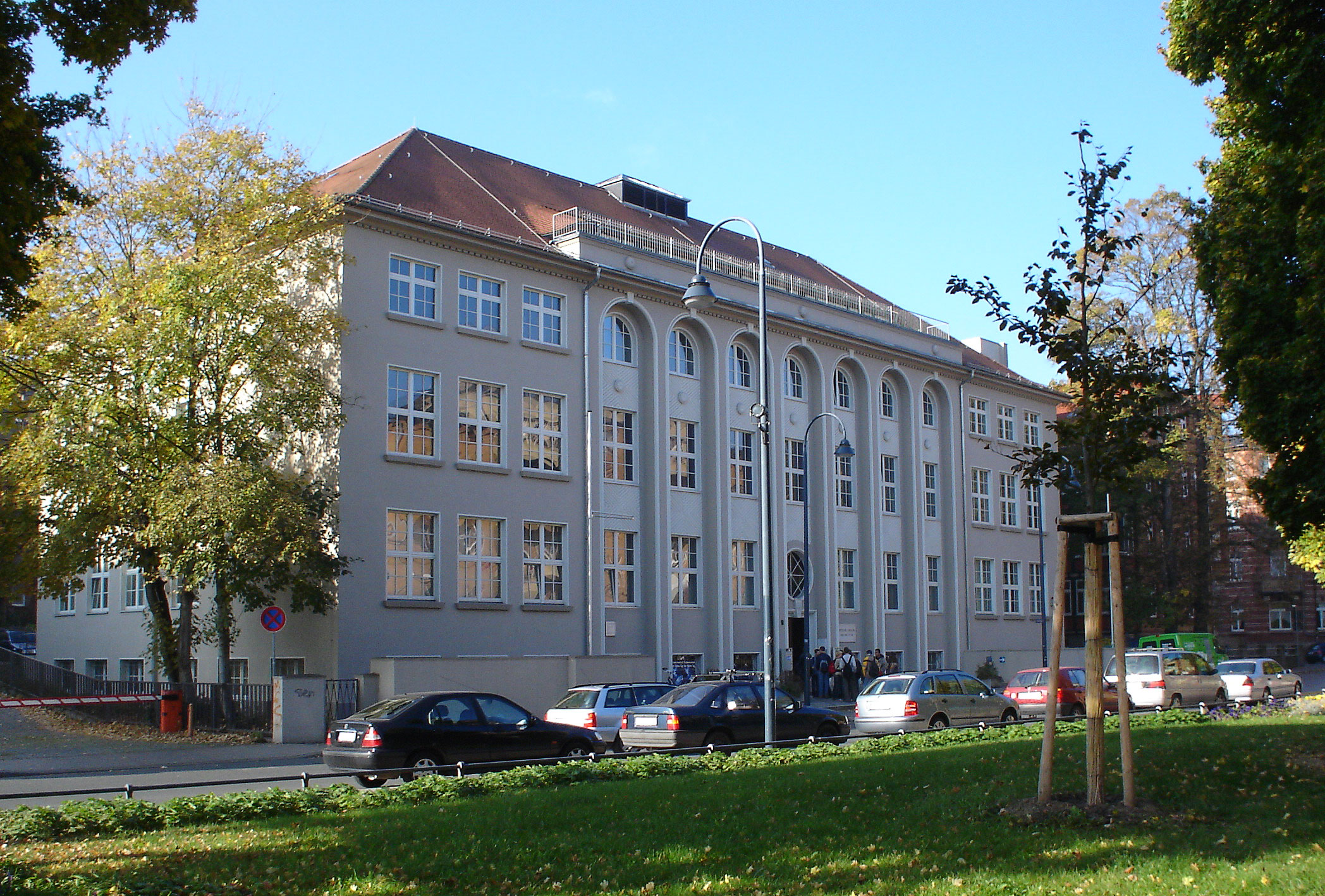
Bảo tàng Quang học Jena

Bảo tàng Quang học Jena là một bảo tàng về khoa học-công nghệ.
Bảo tàng trưng bày những thiết bị quang học từ tám thế kỷ trước. Nó cho thấy một tầm nhìn về kỹ thuật và văn hóa-lịch sử trong quá trình phát triển của các thiết bị quang học. Quá trình phát triển của thành phố Jena trở thành trung tâm của ngành công nghiệp quan học từ giữa thế kỷ 19 được đưa vào triển lãm, gắn liền với cuộc đời và sự nghiệp của Ernst Abbe, Carl Zeiss và Otto Schott.
Hợp tác với các câu lạc bộ nghệ thuật bảo tàng cũng có những triển lãm đặc biệt không thiên về quang học.
Bảo tàng Quang học Jena là bảo tàng về quang học duy nhất ở Đức.

## Lịch sử
Bên cạnh việc sản xuất kính hiển vi, Carl Zeiss cũng đảm nhận công việc sửa chữa thiết bị quang học cho các nhà sản xuất khác. Ông làm điều này để theo đuổi sự canh tranh phát triển của công ty. Lần lượt từ thế kỷ 19 đến thế kỷ 20, nhân viên của công ty Carl Zeiss bắt đầu thu thập những thiết bị quang học.
Tháng 6 năm 1922, Carl-Zeiss-Stiftung thành lập Bảo tàng Quang học; khu trưng bày triển lãm tọa lạc tại Volkshaus (nhà cộng đồng). Johannes Schreiter và Hans Schlag đã thiết kế tòa nhà thành lập năm 1917 "Đại học Nhãn khoa". Việc xây dựng bê tông cốt thép được tiến hành trong khoảng năm 1923-1924 bởi công ty Dyckerhoff & Widmann (DYWIDAG) từ Nuremberg. Vào tháng 10 năm 1924, khu trưng bày được chuyển đến tòa nhà mới tại số 12 Carl-Zeiss-Platz cho đến ngày nay. Những bộ sưu tập được cất giữ cho một số nhóm người với mục đích nghiên cứu và không được trưng bày ra công chúng.
Trong suốt chiến tranh thế giới thứ hai khoảng thời gian 1941-1942, khu trưng bày được di dời xuống khu sản xuất dưới lòng đất xung quanh Jena. Bảo tàng Quang học được giữ an toàn khỏi chương trình tháo dỡ của Xô viết năm 1946. Bảo tàng mở cửa thường xuyên từ năm 1965 tại Griesbach Garden House. Trong khoảng 1976-1977, khu trưng bày được chuyển về tòa nhà số 12 Carl-Zeiss-Platz. Vào ngày giỗ thứ 100 của Carl Zeiss tháng 12 năm 1988, Xưởng Zeiss lịch sử (khoảng 1860) được mở cửa như là một phần của Volkhaus gần đó.
Đi cùng với việc mở cửa, bảo tàng được đổi tên thành "Bảo tàng Zeiss" nhưng lại đổi thành tên cũ vào năm 1991. Tháng 6 năm 1992, Bảo tàng Quang học được đưa vào ủy thác của Quỹ Ernst-Abbe vừa được thành lập. Xưởng Zeiss lịch sử được chuyển đi từ Volkhaus đến Bảo tàng Quang học vào năm 2002.

## Phòng trưng bày
Khu trưng bày hiện tại có diện tích 1200 m2 với 3 tầng:

### Tầng trệt
- Lịch sử thủy tinh
- Lịch sử phát triển kính hiển vi
- Kính viễn vọng và những bậc thầy
- Lịch sử nhiếp ảnh
- Thế giới hình ảnh: phòng tối, peep show và lồng đèn ma thuật
- Thiết bị nhãn khoa
- Carl Zeiss: cuộc đời và sự nghiệp
- Ernst Abbe
- Otto Schott

### Tầng hầm
- Xưởng Zeiss lịch sử 1860
- Bộ sưu tập viết tay
- Màu sắc
- Lịch sử phát triển của quang học (phòng thí nghiệm quang học cho các lớp học)

### Lầu trên
- Thiết bị planetarium
- Triển lãm đặc biệt
- Hội trường diễn thuyết